# Rasmus Nielsen
Rasmus Møller Nielsen (* 28. Februar 1983 in Sønderborg) ist ein ehemaliger dänischer Squashspieler. 

## Karriere
Rasmus Nielsen begann seine Karriere im Jahr 2007 und gewann vier Titel auf der PSA World Tour. Seine höchste Platzierung in der Weltrangliste erreichte er im März 2013 mit Rang 75. 
Mit der dänischen Nationalmannschaft nahm er 2009 und 2011 an der Weltmeisterschaft teil. Darüber hinaus gehörte er mehrfach zum dänischen Kader bei Europameisterschaften. 2009 stand er das einzige Mal im Hauptfeld der Weltmeisterschaft im Einzel. In der ersten Runde schied er gegen Laurens Jan Anjema aus. Bei der Europameisterschaft 2009 erreichte er das Achtelfinale, in dem er Grégory Gaultier in drei Sätzen unterlag. Im selben Jahr wurde er dänischer Meister sowie nochmals 2020. Zu Beginn der Saison 2013 beendete er seine Karriere.
Rasmus Nielsen hat einen Bachelor in Sport- und Gesundheitsmanagement.

## Erfolge
- Gewonnene PSA-Titel: 4
- Dänischer Meister: 2009, 2020